# Соотношения Крамерса — Кронига
Соотноше́ния Кра́мерса — Кро́нига (также дисперсио́нные соотноше́ния) — интегральная связь между действительной и мнимой частями любой комплексной функции, аналитичной в верхней полуплоскости. Часто используются в физике для описания связи действительной и мнимой частей функции отклика физической системы, поскольку аналитичность функции отклика подразумевает, что система удовлетворяет принципу причинности, и наоборот. В частности, соотношения Крамерса — Кронига выражают связь между действительной и мнимой частями диэлектрической проницаемости в классической электродинамике и амплитуды вероятности перехода (матричного элемента) между двумя состояниями в квантовой теории поля. В математике соотношения Крамерса — Кронига известны как преобразование Гильберта.

## Определение

Иллюстрация к одному из соотношений Крамерса-Кронига. Поиск действительной части восприимчивости при известной мнимой.

Для комплексной функции {\displaystyle \chi (\omega )=\chi _{1}(\omega )+i\chi _{2}(\omega )} комплексной переменной {\displaystyle \omega ,} аналитичной в верхней полуплоскости {\displaystyle \omega } и стремящейся к нулю при {\displaystyle |\omega |\rightarrow \infty ,} соотношения Крамерса — Кронига записываются следующим образом:
{\displaystyle \chi _{1}(\omega )={1 \over \pi }v.p.\int \limits _{-\infty }^{\infty }{\chi _{2}(\omega ') \over \omega '-\omega }\,d\omega '}
и
{\displaystyle \chi _{2}(\omega )=-{1 \over \pi }v.p.\int \limits _{-\infty }^{\infty }{\chi _{1}(\omega ') \over \omega '-\omega }\,d\omega ',}
где символы {\displaystyle v.p.} означает взятие интеграла в смысле главного значения (по Коши). Видно, что {\displaystyle \chi _{1}(\omega )} и {\displaystyle \chi _{2}(\omega )} не являются независимыми, а значит, полная функция может быть восстановлена, если задана только её действительная или мнимая часть.
В более компактной форме:
{\displaystyle \chi (\omega )={1 \over i\pi }v.p.\int \limits _{-\infty }^{\infty }{\chi (\omega ') \over \omega '-\omega }\,d\omega '.}

## Вывод
Пусть {\displaystyle f(x)} — непрерывная функция комплексной переменной {\displaystyle x}. Оценим сумму интегралов по контурам немного выше и немного ниже действительной оси:
{\displaystyle \lim _{\epsilon \to 0}\left[\int _{-\infty }^{\infty }{\frac {f(x)dx}{x-i\epsilon }}+\int _{-\infty }^{\infty }{\frac {f(x)dx}{x+i\epsilon }}\right]=\lim _{\epsilon \to 0}\left[\int _{-\infty -i\epsilon }^{\infty -i\epsilon }{\frac {f(x'+i\epsilon )dx'}{x'}}+\int _{-\infty +i\epsilon }^{\infty +i\epsilon }{\frac {f(x'-i\epsilon )dx'}{x'}}\right]=2v.p.\int _{-\infty }^{\infty }{\frac {f(x)}{x}}dx}
Оценим разность интегралов по контурам немного выше и немного ниже действительной оси:
{\displaystyle \lim _{\epsilon \to 0}\left[\int _{-\infty }^{\infty }{\frac {f(x)dx}{x-i\epsilon }}-\int _{-\infty }^{\infty }{\frac {f(x)dx}{x+i\epsilon }}\right]=\oint _{-\infty }^{\infty }{\frac {f(x)}{x}}dx=2\pi if(0)}
(интегральная формула Коши). Комбинируя эти два равенства, находим
{\displaystyle \int _{-\infty }^{\infty }{\frac {f(x)dx}{x\pm i\epsilon }}=v.p.\int _{-\infty }^{\infty }{\frac {f(x)}{x}}dx\mp i\pi f(0)}.
Это теорема Сохоцкого — Племеля.

Иллюстрация к доказательству

Поляризация в какой-то момент времени определяется значениями электрического поля только в предшествующие моменты времени, поэтому равенство поляризуемости {\displaystyle \chi (t)} нулю при отрицательных значениях аргумента позволяет написать:
{\displaystyle \chi _{\omega }=\int _{0}^{\infty }e^{i\omega t}\chi (t)dt}.
в случае комплексной частоты функция {\displaystyle \chi (\omega )} должна быть аналитична в верхней полуплоскости, для того, чтобы удовлетворять принципу причинности.
Но тогда и функция {\displaystyle \chi (\omega ')/(\omega '-\omega )}, где {\displaystyle \omega } вещественная, тоже аналитична в верхней полуплоскости {\displaystyle \omega '} и любой замкнутый в этой полуплоскости интеграл равен нулю:
{\displaystyle \oint {\chi (\omega ') \over \omega '-\omega }\,d\omega '=0}
Распишем интеграл по вещественной оси с использованием теоремы Сохоцкого — Племея:
{\displaystyle 0=\oint {\chi (\omega ') \over \omega '-\omega }\,d\omega '={\mathcal {P}}\!\!\!\int \limits _{-\infty }^{\infty }{\chi (\omega ') \over \omega '-\omega }\,d\omega '-i\pi \chi (\omega ).}
тогда
{\displaystyle \chi (\omega )={1 \over i\pi }{\mathcal {P}}\!\!\!\int \limits _{-\infty }^{\infty }{\chi (\omega ') \over \omega '-\omega }\,d\omega '.}
Для комплексного {\displaystyle \chi (\omega )=\chi _{1}(\omega )+i\chi _{2}(\omega )} напишем вещественную и мнимую часть уравнения:
{\displaystyle \chi _{1}(\omega )={1 \over \pi }{\mathcal {P}}\!\!\!\int \limits _{-\infty }^{\infty }{\chi _{2}(\omega ') \over \omega '-\omega }\,d\omega '}
и
{\displaystyle \chi _{2}(\omega )=-{1 \over \pi }{\mathcal {P}}\!\!\!\int \limits _{-\infty }^{\infty }{\chi _{1}(\omega ') \over \omega '-\omega }\,d\omega ',}
где {\displaystyle {\mathcal {P}}} — интеграл берется в смысле главного значения. Получены соотношения Крамерса — Кронига.

## Соотношения Крамерса — Кронига в физике

### Классическая электродинамика[4][5]
Важным примером применения соотношений Крамерса — Кронига в физике является выражение дисперсионных соотношений в классической электродинамике. В этом случае {\displaystyle \varepsilon (\omega )=\varepsilon ^{\prime }(\omega )+i\varepsilon ^{\prime \prime }(\omega )}, где  {\displaystyle \varepsilon } — диэлектрическая проницаемость, {\displaystyle \omega } — частота.
{\displaystyle \varepsilon ^{\prime }(\omega )=1+{\frac {1}{\pi }}v.p.\int \limits _{-\infty }^{\infty }{\frac {\varepsilon ^{\prime \prime }(x)}{x-\omega }}dx}
и
{\displaystyle \varepsilon ^{\prime \prime }(\omega )=-{\frac {1}{\pi }}v.p.\int \limits _{-\infty }^{\infty }{\frac {\varepsilon ^{\prime }(x)-1}{x-\omega }}dx.}
Действительная и мнимая части диэлектрической проницаемости определяют показатель преломления и показатель поглощения (оптические постоянные) данной среды. Таким образом, эти показатели не являются независимыми один от другого и, следовательно, появляется принципиальная возможность по спектру одной из оптических постоянных вычислять спектр другой, не прибегая к непосредственным измерениям последнего. Это позволяет в ряде случаев уменьшить объём экспериментально получаемой информации, необходимой для определения  оптических постоянных, например, в области интенсивных полос поглощения конденсированных сред. Выполнимость соотношений Крамерса-Кронига неоднократно проверялась экспериментально для различных сред в различных агрегатных состояниях и при различной температуре (кристаллы, жидкости, растворы).

### Квантовая теория поля
В квантовой теории поля при изучении процессов рассеяния, амплитуды вероятностей переходов, рассматриваемые как комплексные функции полной энергии системы, передаваемого импульса и т. п. удовлетворяют дисперсионным соотношениям. Это существенно облегчает изучение этих явлений.
Особый интерес представляют дисперсионные соотношения для амплитуды рассеяния вперёд, поскольку её мнимая часть связана с полным сечением согласно оптической теореме. Это, в свою очередь, привело к теореме об асимптотическом равенстве полных сечений частиц и античастиц — теореме Померанчука.

## История
Дисперсионные соотношения для классической электродинамики (соотношения Крамерса — Кронига) установлены в 1926—1927 гг. Ральфом Кронигом и Хендриком Крамерсом и названы в их честь. В 1954 году они были обобщены на квантовую электродинамику на основе теории возмущений М. Гелл-Маном, М. Гольдбергером и В. Тиррингом для рассеяния фотонов на частицах с массой покоя, но особую роль они сыграли в теории сильного взаимодействия.
Гольдбергер показал, что дисперсионные соотношения для рассеяния фотонов могут быть получены в квантовой теории поля без использования теории возмущений, и они не зависят от конкретного вида гамильтониана взаимодействия. Вскоре на подобном принципе были получены дисперсионные соотношения для рассеяния {\displaystyle \pi }-мезонов на нуклонах и показано их согласие с экспериментом. В теории сильного взаимодействия такой подход на время прекратил неудачные попытки получения физических результатов в лагранжевом формализме (см. напр. метод Тамма — Данкова) и был назван теорией S-матрицы.